# برگان
روستای برگان یکی از روستاهای شهرستان داراب در استان فارس می‌باشد. بیشتر مردم این روستا به کار کشاورزی مشغول می‌باشند. کشاورزی این روستا شامل گندم، ذرت دانه‌ای، و سبزیجات می‌شود. این روستا در مجاورت فرودگاه داراب قرار دارد.